# أبو بكر بن محمد بن عمرو بن حزم
أبو بكر بن محمد بن عمرو بن حزم الأنصاري الخزرجي (36 هـ - 120 هـ) أمير المدينة وقاضيها لسليمان بن عبد الملك، ثم لعمر بن عبد العزيز ولم يتول إمارة المدينة من الأنصار غيره، وهو أحد صغار التابعين، وهو من رواة الحديث النبوي الثقات.

## روايته للحديث
- روى عن: أبيه وعباد بن تميم وسلمان الأغر وعبد الله بن قيس بن مخرمة وعمرو بن سليم الزرقي وأبي حبة البدري[3] وخالته عمرة[2] وخارجة بن زيد بن ثابت وسالم بن عبد الله بن عمر بن الخطاب وعبد الله بن زيد بن عبد ربه الأنصاري وعبد الله بن عبد الله بن عمر وعبد الله بن عمرو بن عثمان بن عفان وعبد الله بن عياش بن أبي ربيعة وعبد الرحمن بن أبي عمرة وعمر بن عبد العزيز وجده عمرو بن حزم وعمرو بن سليم الزرقي والقاسم بن محمد بن أبي بكر ومحمد بن عبد الله بن عمرو بن عثمان بن عفان والنضر بن عبد الله السلمي وأبي البداح بن عاصم بن عدي وأبي سلمة بن عبد الرحمن بن عوف وخالدة بنت أنس،[1]
- روى عنه: ابناه عبد الله ومحمد والأوزاعي وأفلح بن حميد وأبي بن عباس بن سهل بن سعد الساعدي وأسامة بن زيد الليثي وإسحاق بن يحيى بن طلحة بن عبيد الله والحجاج بن أرطاة وسعيد بن عبد الرحمن الجحشي وسعيد بن أبي هلال وعبد الله بن سعيد بن أبي هند وعبد الله بن عبد الرحمن بن أبي حسين وعبد الرحمن بن عبد الله المسعودي وعبد العزيز بن عبد الله العمري وأبو أمية عبد الكريم بن أبي المخارق وعبدة بن أبي لبابة وعثمان بن حكيم الأنصاري وعمرو بن دينار وهو أكبر منه وابن عمه محمد بن عمارة بن عمرو بن حزم وابن شهاب الزهري والوليد بن أبي هشام ويحيى بن سعيد الأنصاري ويحيى بن يحيى الغساني ويزيد بن عبد الله بن الهاد وأبو بكر بن نافع مولى ابن عمر.[1] وقد تعلّم القضاء من أبان بن عثمان بن عفان، وروى له الجماعة.[1]

## صفته
كان كثير العبادة والتهجد، وهو الذي كان يصلي بالناس، ويتولى أمرهم أثناء إمارته. قال عنه مالك بن أنس: «ما رأيت مثل ابن حزم أعظم مروءة وأتم حالاً، ولا رأيت من أوتي مثل ما أوتي ولاية المدينة والقضاء والموسم». قال عنه يحيى بن معين أنه: «ثقة»، وكذلك قال عبد الرحمن بن يوسف بن خراش، وغيره. وقال صالح بن كيسان: «كان المحدثون من هذه الطبقة من أهل المدينة سليمان بن يسار وأبو بكر بن محمد بن عمرو بن حزم وعبيد الله بن عبد الله بن عتبة بن مسعود المكفوف وسالم بن عبد الله بن عمر بن الخطاب وأبو بكر بن عبد الرحمن بن الحارث بن هشام ويحيى بن عبد الرحمن بن حاطب بن أبي بلتعة».
كتب إليه عمر بن عبد العزيز حينما تولى الخلافة بأن يكتب له الحديث من عند عمرة بنت عبد الرحمن والقاسم بن محمد بن أبي بكر، فكتبها له، غير أنهه حين سأل مالك بن أنس ابنه عبد الله بن أبي بكر عن تلك الكتب، قال بأنها ضاعت.

## وفاته
توفي سنة 120 هـ، وعمره 84 سنة.